# Josep Riera i Porta
|  | «Pep Riera» redirigeix aquí. Vegeu-ne altres significats a «Josep Riera i Font». |

Josep Riera i Porta, més conegut com a Pep Riera, (Mataró, 8 de juliol de 1941) és un pagès del Maresme, sindicalista, activista social i polític.
Es va incorporar l'any 1974 al sindicat agrari Unió de Pagesos, just acabat de fundar, i en va ser coordinador nacional durant mes de vint anys, del 1978 fins al 2000. Sempre ha seguit vinculat al sindicat i fins a l'any 2022 va ser coordinador de la Unió de Pagesos al Maresme.
La seva activitat política comença en la lluita antifranquista moment que també participa en les reivindicacions del moviments veïnals de Mataró. Ha estat molt vinculat i pròxim al moviment ecologista i de defensa del territori i a moviments polítics d'esquerres i independentistes. Va participar activament a tot el moviment de les consultes per la independència i ha estat membre actiu i destacat de l'Assemblea Nacional Catalana (ANC). El 2013 va ser una de les persones més votades del secretariat que va presidir Carme Forcadell.
Des de l'època al capdavant del sindicat i també, posteriorment, ha mantingut una presència continuada als mitjans de comunicació defensant la importància del sector agrari i explicant, sempre de la forma més didàctica, la situació del sector. Els anys 2010 i 2011 va ser col·laborador habitual del programa Espai terra de TV3. És habitual la seva presencia als 
Ha estat guardonat pel Govern de la Generalitat amb la Medalla al treball President Macià 2011. La Unió de Pagesos li va atorgar el Premi Nacional Felip Domènech 2020
La Unió de Pagesos li va retre un homenatge el 25 de gener de 2024, a Mataró, en un acte que també iniciava la commemoració dels 50 anys (1974) de la fundació del sindicat. Van intervenir-hi diversos companys i companyes de lluita sindical agrària que van evocar la seva trajectòria i el paper cabdal d'en Pep Riera.